# Ministère des Relations extérieures, du Commerce international et du Culte
Le ministère des Relations extérieures, du Commerce international et du Culte (en espagnol : Ministerio de Relaciones Exteriores, Comercio Internacional y Culto) est le ministère de la République argentine chargé de la mise en œuvre de la politique étrangère et de la diplomatie du pays. Bien que les ministères soient autonomes, la politique étrangère est parfois conditionnée par la constitution de la nation argentine.
Il était autrefois connu sous le nom de Chancellerie, et son titulaire comme chancelier, des noms qui sont encore utilisés occasionnellement de manière informelle.

## Histoire
Avant 1853, les relations extérieures étaient assurées par le gouverneur de Buenos Aires chargé de la représentation des provinces.
Le « ministère des Relations extérieures », il est créé par l'article 84 de la Constitution argentine de 1853, étant l'un des cinq premiers ministères d'Argentine. Il est installé le 5 mars 1854 mais c'est en 1856 que la loi 80 définit formellement ses pouvoirs.
La loi 3727 du 10 octobre 1898 introduit le domaine du culte dans les pouvoirs du portefeuille, en modifiant son nom en « ministère des Relations extérieures et du Culte ».
Par la loi n° 24 190, publiée le 13 janvier 1993, le portefeuille assume la gestion de l'économie et du commerce dans sa juridiction, et est rebaptisé « ministère des Relations extérieures, du Commerce international et du Culte ».
Le 7 décembre 2011, le gouvernement de Cristina Fernández de Kirchner transfère la responsabilité du commerce international au ministère de l'Économie et des Finances publiques, remplaçant le nom du ministère des Relations extérieures, du Commerce international et du Culte par « ministère des Relations extérieures et du Culte ».
En 2019, par le décret de nécessité et d'urgence 7/2019, le président Alberto Fernández rétablit le nom de « ministère des Relations extérieures, du Commerce international et du Culte ».

## Missions
En vertu de la loi n°22 520, sa mission consiste à « assister le président de la Nation, et le chef du cabinet des ministres dans l'exercice de leurs pouvoirs, dans tout ce qui est inhérent aux relations extérieures de la Nation et leur représentation devant les gouvernements étrangers, le Saint-Siège et les entités internationales dans tous les domaines de l'action de la République (…) » (loi n° 22 520, article n° 18).
L'article 27 de la Constitution nationale précise que : « Le gouvernement fédéral est tenu de renforcer ses relations de paix et de commerce avec les puissances étrangères par des traités qui soient conformes aux principes de droit public établis dans la présente constitution ».
À son tour, la première disposition transitoire de la Magna Carta se lit comme suit : « La nation argentine réaffirme sa souveraineté légitime et imprescriptible sur les îles Malvinas, la Géorgie du Sud et les îles Sandwich du Sud, ainsi que sur les espaces maritimes et insulaires qui leur sont associés, en tant que partie intégrante du territoire national. La récupération de ces territoires et le plein exercice de la souveraineté, dans le respect du mode de vie de leurs habitants et conformément aux principes du droit international, constituent un objectif permanent et incontournable du peuple argentin ».

## Siège
En 1936, le palais Anchorena est acquis par l'État pour être le siège du ministère des Affaires étrangères, et est rebaptisé palais San Martín. Il est actuellement le siège de la chancellerie puisque ses bureaux ont été transférés dans le nouveau bâtiment d’Arenales et Esmeralda, inauguré en 1998 après quinze ans de construction.

## Organigramme
Ministre des Affaires étrangères et du Culte:
- Unité d'audit interne
- Direction de l'institut du service extérieur de la nation

Secrétariat des affaires étrangères:
- - Direction du centre d'études de politique internationale
  - Direction des affaires culturelles
  - Direction générale de la coopération internationale
  - Direction générale des affaires consulaires

- Sous-secrétariat aux affaires latino-américaines[3]:
  - Direction des affaires régionales
  - Direction de l'Amérique centrale, des Caraïbes et du Mexique
  - Direction des affaires politiques du MERCOSUR
  - Direction de la coordination des commissions binationales liées au bassin de La Plata
  - Direction des limites et frontières
  - Direction de l'Amérique du Sud
  - Commission nationale des limites internationales
- Sous-secrétariat à la politique étrangère[4]:
  - Direction de l'Amérique du Nord
  - Direction des femmes et des questions de genre
  - Direction des droits de l'homme
  - Direction de la sécurité humaine internationale, de l'innovation et des affaires technologiques internationales
  - Direction des organisations internationales
  - Direction de l'Asie et Océanie
  - Direction de l'Afrique du Nord et du Moyen-Orient
  - Direction de l'Afrique subsaharienne
  - Direction des affaires environnementales
  - Direction de la sécurité internationale, des affaires nucléaires et spatiales
  - Direction de l'Europe

Secrétariat des relations économiques internationales:
- Direction du règlement des différends économiques internationaux
- Direction nationale du Centre de l'économie internationale
- Sous-secrétariat du MERCOSUR et des négociations économiques internationales[6]:
  - Direction des affaires économiques et commerciales du MERCOSUR
  - Direction nationale des négociations économiques internationales
  - Direction de l’intégration économique de l’Amérique latine et des Caraïbes
  - Direction de l’investissement, de l’économie numérique, des marchés publics, des services et de la propriété intellectuelle
  - Direction des affaires institutionnelles du MERCOSUR
  - Direction nationale du MERCOSUR
  - Direction de l’accès aux marchés

- Sous-secrétariat à la promotion du commerce et des investissements[7]:
  - Direction nationale de la promotion du tourisme, des sports, des industries culturelles et des services du Savoir
  - Direction des missions officielles
  - Direction de la stratégie et de l'agenda pour l'insertion internationale
  - Direction nationale de la promotion des exportations
  - Direction nationale de la Promotion des Investissements
  - Programme de génération et d'analyse d'informations commerciales

- Sous-secrétariat aux négociations économiques multilatérales et bilatérales[8]:
  - Direction des relations économiques avec l'Afrique et le Moyen-Orient
  - Direction des relations économiques avec l'Asie et l'Océanie
  - Direction nationale des relations économiques bilatérales
  - Direction des relations économiques avec l'Europe
  - Direction nationale des négociations économiques multilatérales
  - Direction des relations économiques avec l'Amérique du Nord

Secrétariat à la coordination et à la planification étrangère:
- Direction générale des infrastructures, des services et de l'administration du patrimoine
- Direction générale de l'administration
- Direction générale des technologies de l'information et des communications associées
- Direction générale des ressources humaines
- Direction générale des affaires juridiques
- Direction générale de la mise en œuvre et de la gestion de projet
- Direction générale de la coordination et de la planification étrangère
- Direction des instructions

Secrétariat aux cultes:
- Direction nationale du registre national des cultes
- Direction nationale des affaires religieuses
- Direction nationale du culte catholique

Secrétariat des Malvinas, de l'Antarctique et de l'Atlantique Sud:
- Direction nationale des Malvinas et des îles de l'Atlantique Sud
- Direction nationale de la politique étrangère de l'Antarctique
- Direction nationale de l'Antarctique
- Institut antarctique argentin

Sous-secrétariat aux affaires nationales:
- Direction des affaires parlementaires
- Direction des affaires nationales